# Scopula unicolorata
Scopula unicolorata är en fjärilsart som beskrevs av C.Schneid. 1932. Scopula unicolorata ingår i släktet Scopula och familjen mätare. Inga underarter finns listade.